# Iphierga stasiodes
Iphierga stasiodes är en fjärilsart som beskrevs av Edward Meyrick 1893. Iphierga stasiodes ingår i släktet Iphierga och familjen säckspinnare. Inga underarter finns listade i Catalogue of Life.